# Klutæ
Klutæ est un groupe danois de musique industrielle. Il est formé par le musicien danois Claus Larsen, également à l'origine du projet Leæther Strip. 

## Histoire
Formé en 1991 sous le nom de « Klute », le projet est mis en veille après la sortie du EP Excel en 1996.
Il est reformé en 2006 sous son nom actuel, afin d'éviter toute confusion avec l'artiste de drum and bass Tom Withers qui connaît le succès à la même époque sous le pseudonyme « Klute ». Un EP baptisé Sinner sort cette même année, suivi peu après d'un nouvel album, Hit 'n' Run, tous deux produits par le label belge Alfa Matrix.
Les sonorités du projet en font un mélange hétéroclite de metal industriel (un sous-genre du heavy metal) et d'électro-industriel.

## Discographie

### Albums studio
- 1993 : Excluded
- 1995 : Hit 'n' Run
- 2011 : Electro Punks Unite
- 2012 : EXEcution (album double)[2]
- 2020 : Queer for Satan

### EP
- 1991 : Explicit
- 1994 : Excepted
- 1996 : Excel
- 2006 : Sinner
- 2011 : Slippery When Dead